# 이와카케루! -Climbing Girls-
《이와카케루! -Climbing Girls-》(일본어: いわかける! -Climbing Girls-)는 이시자카 류다이가 원작한 일본의 만화이다. Cygames의 웹 코믹 착신 사이트 「사이코미」에서 2017년 12월 5일부터 2019년 5월 25일까지 연재된 후, 제2장 《이와카케루!! -Try a new climbing-》(일본어: いわかける!! -Try a new climbing-)이 동년 6월 8일부터 2021년 3월 20일까지 연재되었다. 단행본은 일본 현지에서 1장이 전 4권, 2장이 전 6권으로 Cygames에서 출판했다.
TV 애니메이션화는 《이와카케루! -Sport Climbing Girls-》(일본어: いわかける! -Sport Climbing Girls-)란 타이틀로 2020년 10월 4일부터 12월 20일까지 방영되었다.

## 줄거리
퍼즐 게임의 천재이지만 틀어 박히는 성격이었던 소녀 카사하라 코노미. 그녀가 입학한 고등학교에서 우연히 눈에 들어온 것은 돌기가 알록달록 붙어있고 높이 세워진 벽이었는데!? 2020년 도쿄 올림픽 정식종목으로 채택된 "스포츠 클라이밍"에서 정점을 노리는 소녀들을 그린 가련하고도 뜨거운 클라이밍 스토리!